# Angico (Tocantins)
Angico é um município do interior do estado do Tocantins, região Norte do Brasil. Localiza-se a uma latitude 06°23′16″ sul e a uma longitude 47°51′44″ oeste, na região geográfica intermediária de Araguaína e na região imediata de Araguaína, ocupando uma área de 447,549 km², a uma altitude de 271 metros.
Na divisão regional do estado para fins de planejamento, situa-se na região do Bico do Papagaio, macrorregião Norte, a uma distância de 495 km da capital, Palmas.
Segundo o Censo 2022, a população é constituída de 2 876 pessoas, com estimativa de 2 918 habitantes em 2024, sendo o 5 125º município mais populoso do país e o 106º no ranking estadual. O PIB em 2021 foi de R$ 48 276,163 mil.

## História
O nascimento do povoado que deu origem ao município ocorreu durante a época em que tropeiros e garimpeiros passavam às margens de um ribeirão chamado Angico rumo a garimpos de cristais que eram explorados às margens do rio Araguaia, principalmente na cidade de Xambioá. A região era considerada como de ótimas condições para o cultivo de lavouras e a criação de animais.
Zulmiro de Sousa Parente é considerado o fundador do povoado, por ter se instalado às margens do córrego e ali, juntamente com alguns companheiros, passado a praticar a agricultura e pecuária. Seu nome foi usado, inicialmente, para se referir à localidade, que depois passou a ser chamada de Angico, em alusão ao ribeirão.
Angico pertencia ao município de Nazaré, na condição de distrito, até ser emancipado, em 20 de fevereiro de 1991. A luta pela autonomia administrativa é atribuída às lideranças de moradores como Joaquim da Silva Marinho, Manoel Ferreira Soares, José da Costa Parrião, Onésimo Dias Araújo, Antonio José dos Reis, José Ferreira Lima e do então prefeito de Nazaré, Raimundo Moreira.

## Estrutura administrativa

### Poder Executivo
O chefe do Poder Executivo de Angico é o prefeito Cleofan Barbosa Lima, do partido União Brasil, desde 1º de janeiro de 2021, com conclusão de mandato estabelecida para 31 de dezembro de 2028.

### Poder Legislativo
O Poder Legislativo é exercido pela Câmara Municipal, composta por nove parlamentares e presidida em 2025 pela vereadora Apoliana Carneiro de Oliveira.

## População
Segundo o Censo 2022, a população de Angico é constituída de 2 876 pessoas, com estimativa de 2 918 habitantes em 2024, sendo o 5 125º município mais populoso do país (que possui 5 571 municípios) e o 106º no ranking do Tocantins (dentre 139 municípios).
A densidade demográfica é de 6,43 habitantes por quilômetro quadrado, o que o coloca na posição 43 entre os municípios do Tocantins e na posição 4 762 entre os do Brasil.

## Trabalho e rendimento
O PIB de Angico em 2021 foi de R$ 48 276,163 mil, o que representa um PIB per capita de R$ 13 892,42. O salário médio mensal dos trabalhadores formais registrado em 2022 foi de 1,6 salários mínimos (o 81º melhor do Tocantins e o 4 595º do país).
No mesmo ano, a proporção de pessoas ocupadas (240 trabalhadores) em relação à população total era de 8,34% (o 128º melhor desempenho no Tocantins e o 4 860º no país).
Considerando domicílios com rendimentos mensais de até meio salário mínimo por pessoa, Angico tinha 46,4% da população nessas condições (o 139º melhor resultado no estado e o 1 966º no Brasil).
O Índice de Desenvolvimento Humano (IDH) de Angico é 0,648, conforme apurado em 2010 pelo Programa das Nações Unidas para o Desenvolvimento (PNUD).

## Educação
Em 2010, Angico apresentou uma taxa de escolarização de 99,5% (para pessoas de 6 a 14 de anos de idade), o que é considerado o 2º melhor desempenho entre os municípios tocantinenses e o 237º melhor no país.
Em 2023, os alunos dos anos inicias do Ensino Fundamental da rede pública tiveram nota de 5,0 no Índice de Desenvolvimento da Educação Básica (Ideb) – a 59ª melhor nota entre os municípios do estado e o 4 235º melhor desempenho entre as cidades brasileiras. Para os alunos dos anos finais, a nota foi de 4,4 no mesmo indicador – a 71ª maior nota do Tocantins e o 3 632º melhor desempenho entre os municípios do Brasil.

## Saúde
A taxa de mortalidade infantil média no município foi de 54,05 óbitos para mil nascidos vivos em 2023 – a 6ª maior do estado e a 80ª maior do país.